# Hank Teufer
Hank Teufer, gebürtig Uwe Ludwig Teufer (* 3. Juni 1959 in Roßwein, Kreis Döbeln, DDR) ist ein deutscher Schauspieler, Theaterregisseur und Theaterproduzent.

## Leben
Sein Abitur legte Teufer in Jena ab. Von 1982 bis 1986 studierte er Schauspiel mit Diplom-Abschluss an der Hochschule für Film und Fernsehen „Konrad Wolf“. Sein erstes Engagement führte ihn von 1986 bis 1989 ans Gerhart-Hauptmann-Theater Zittau. Im folgenden Jahr wechselte Teufer ans Friedrich Wolf Theater Neustrelitz. 1990 folgte er einem Ruf ans Brandenburger Theater in Brandenburg an der Havel. Parallel gab es Gastspiele am Modernen Theater Berlin, am Berliner Renaissance-Theater, bei den Bad Hersfelder Festspielen und am Staatstheater Schwerin.
Mit dem Märchendramolett Schneewittchen von Robert Walser in der Petrikapelle von Dom zu Brandenburg erfolgte im Juli 2000 Teufers Einstieg in die freiberufliche Tätigkeit als Produzent, Regisseur, Schauspieler und Autor. Im Zuge der Ausdünnung der Brandenburger Kultur- und Theaterlandschaft wurden viele bestehende Ensembles aufgelöst. In Reaktion auf diese kulturpolitische Entscheidung gründete Teufer das event-theater. Dieser zu den freien Theatern im Land Brandenburg zählende gemeinnützige Verein betreibt das Theaterfestival Brandenburger Klostersommer sowie das soziokulturelle Zentrum Fontane Klub mit Kleinkunstbühnen und Programmkino in Brandenburg an der Havel.
Beide Kulturprojekte erhielten unter Teufers Leitung Auszeichnungen wie 2002 den Tourismuspreis des Landes Brandenburg, 2010 den Touristikerpreis der Stadt Brandenburg an der Havel sowie im Jahre 2003 und 2006 das Qualitätsgütesiegel für den Brandenburgischen Tourismus. Im Rahmen des Wettbewerbs Tourismuspreis 2009 des Landes Brandenburg für innovative Dienstleistungen und Marketing wurde das Projekt Brandenburger Klostersommer für den Tourismuspreis 2009 des Landes Brandenburg vom Ministerium für Wirtschaft des Landes Brandenburg nominiert. Im Mai 2011 erhielt das Theater das Zertifikat ServiceQualität Deutschland, Stufe 1.
Hank Teufer hat drei Töchter und einen Sohn. Er ist Mitglied des Lions-Clubs und sitzt im Vorstand des Landesverbandes Soziokultur, Land Brandenburg.

## Filmografie
- 1985: Karfunkel und der Taschendieb, Regie: Hubert Kreuz
- 1986: Weihnachtsgeschichten, Regie: Christa Mühl (Fernsehfilm)
- 1989: Die ehrbaren Fünf, Regie: Klaus Gendries
- 1990: Polizeiruf 110: Das Duell, Regie: Thomas Jacob
- 1991: Polizeiruf 110: Mit dem Anruf kommt der Tod, Regie: Thomas Jacob
- 1995: Auf Leben und Tod, Regie: Jan Ruziska
- 1998: Wolffs Revier, Regie: Rolf Liccin
- 2001: Die Polizistin, Regie: Andreas Dresen

## Produktionen
- 2000: Schneewittchen, Märchendramolett von Robert Walser
- 2001: Don Juan, Komödie von Molière
- 2002: Einkehr bei Fontane, literarisch-musikalisches Programm
- 2003: Mit Rock’n’Roll und Petticoat, Musiktheater von Mandy Fabian
- 2004: Ein Stück vom Paradies, eine poetische Annäherung von Sylvia Kuckhoff
- 2004: Rudi Schuricke – oder das Geheimnis des Bernsteinzimmers, Musikkabarett von Eckhard Becker
- 2005: Das obszöne Werk, kammerpornografische Lesung nach Georges Bataille
- 2005: Soirée musicale bei Rossini, Potpourri (Musik)
- 2006: Faust. Eine Tragödie, von Johann Wolfgang von Goethe
- 2006: Rendezvous mit Lehár, Potpourri
- 2007: Undine, „SchauOper“ von Hank Teufer nach Friedrich de la Motte Fouqué mit Musik von E. T. A. Hoffmann
- 2007: Kleine Eheverbrechen, Schauspiel von Éric-Emmanuel Schmitt
- 2008: Habakuk Schmauch – eine märkische Räuberlegende, von Andreea Clucerescu
- 2008: Happy Aua, musikalischer Dudelpop-Abend mit Texten von Robert Gernhardt
- 2009: Dienstags bei Morrie, Schauspiel nach dem gleichnamigen Roman von Mitch Albom (deutsche Erstaufführung)
- 2009: Habakuk Schmauch und der Ritter Hans von Quitzow, von Thomas Kirchner
- 2010: Im weißen Rößl, Singspiel von Ralph Benatzky
- 2010: Walzerkönige, Potpourri
- 2011: Der Vetter aus Dingsda , Operette von Eduard Künneke
- 2012: Friedrich Rex Superstar, eine Konzertinszenierung mit Musik von Dmitri Pavlov
- 2013: Verdi und Wagner, multimediale Operngala; Rosengärten der Musik, nach Oscar Wildes "Die Nachtigall und die Rose", Musiktheater
- 2014: Der Bettelstudent, Operette von Carl Millöcker; Der Klang der Filme, Musiktheater
- 2015: Blumenkinder – das Hippiemusical, Musical; Wein, Weib und Gesang, Musiktheater

## Regiearbeiten
- 1998: Über die Verführung von Engeln – Gedichte über die Liebe am, auf und unterm Tisch, hergestellt für die Bad Hersfelder Festspiele
- 1999: Ostmose – ein Fall für zwei, (Buch und Regie)
- 1999: dichtGEstücke, nach Gedichten von Robert Gernhardt
- 2002: Einkehr bei Fontane
- 2000: Schneewittchen,  Märchendramolett von Robert Walser
- 2005: Soirée musicale bei Rossini
- 2006: Rendezvous mit Lehár
- 2008: Fontanes Landpartie
- 2010: Walzerkönige
- 2010: Viva Verdi
- 2011: Bravo Mozart
- 2012: L'Amore e Puccini
- 2013: Rosengärten der Musik, nach Oscar Wildes "Die Nachtigall und die Rose", Musiktheater
- 2014: Der Klang der Filme, Musiktheater
- 2015: Wein, Weib und Gesang, Musiktheater